# Goerita semata
Goerita semata is een schietmot uit de familie Goeridae. De soort komt voor in het Nearctisch gebied.